# Abdel Moneim Wahby
Abdel Moneim Wahby Hussain (in arabo عبد المنعم وهيب حسين‎?; Il Cairo, 11 novembre 1911 – Il Cairo, 8 maggio 1988) è stato un cestista, arbitro di pallacanestro e dirigente sportivo egiziano, membro del FIBA Hall of Fame dal 2007 in qualità di contributore.

## Carriera
Ha militato nella nazionale di pallacanestro dell'Egitto che ha disputato i Giochi olimpici del 1936. Ha inoltre militato nella massima serie del campionato egiziano.
Dal 1947 ha intrapreso la carriera di arbitro. Ha diretto a livello internazionale alle Olimpiadi del 1948 e del 1952; nell'edizione 1952 ha arbitrato la finale Stati Uniti-Unione Sovietica.
Ha ricoperto l'incarico di presidente della Federazione cestistica dell'Egitto dal 1952 al 1969; tra il 1961 ed il 1969 ha presieduto l'AFABA, oggi denominata FIBA Africa.
Dal 1960 al 1976 ha fatto parte del FIBA Central Board; è stato vicepresidente FIBA dal 1961 al 1968, e successivamente presidente dal 1968 al 1976.
Ha guidato il Comitato Olimpico Egiziano nel biennio 1972-1974, ed è stato ministro dello sport in Egitto.